# Atthis
Atthis är ett släkte med fåglar i familjen kolibrier inom ordningen seglarfåglar. Släktet omfattar endast två arter som förekommer i Centralamerika från nordvästra Mexiko till Honduras:
- Humlekolibri (A. heloisa)
- Vinstrupekolibri (A. ellioti)